# Lysionotus sessilifolius
Lysionotus sessilifolius är en tvåhjärtbladig växtart som beskrevs av Hand.-mazz.. Lysionotus sessilifolius ingår i släktet Lysionotus och familjen Gesneriaceae. Inga underarter finns listade i Catalogue of Life.